# 福山藩の辻堂

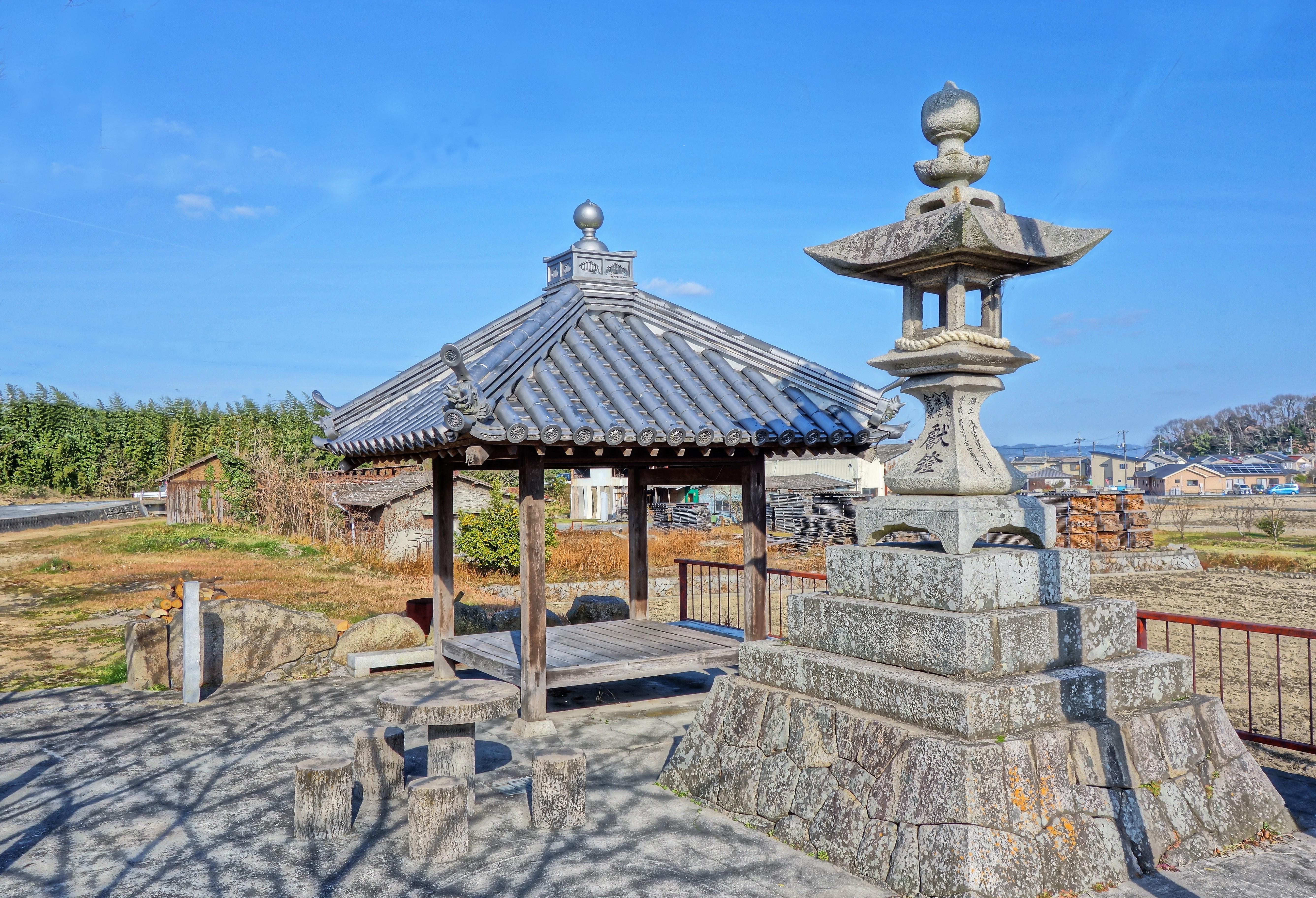
典型的な構造の辻堂。手前は金毘羅を祀った常夜灯

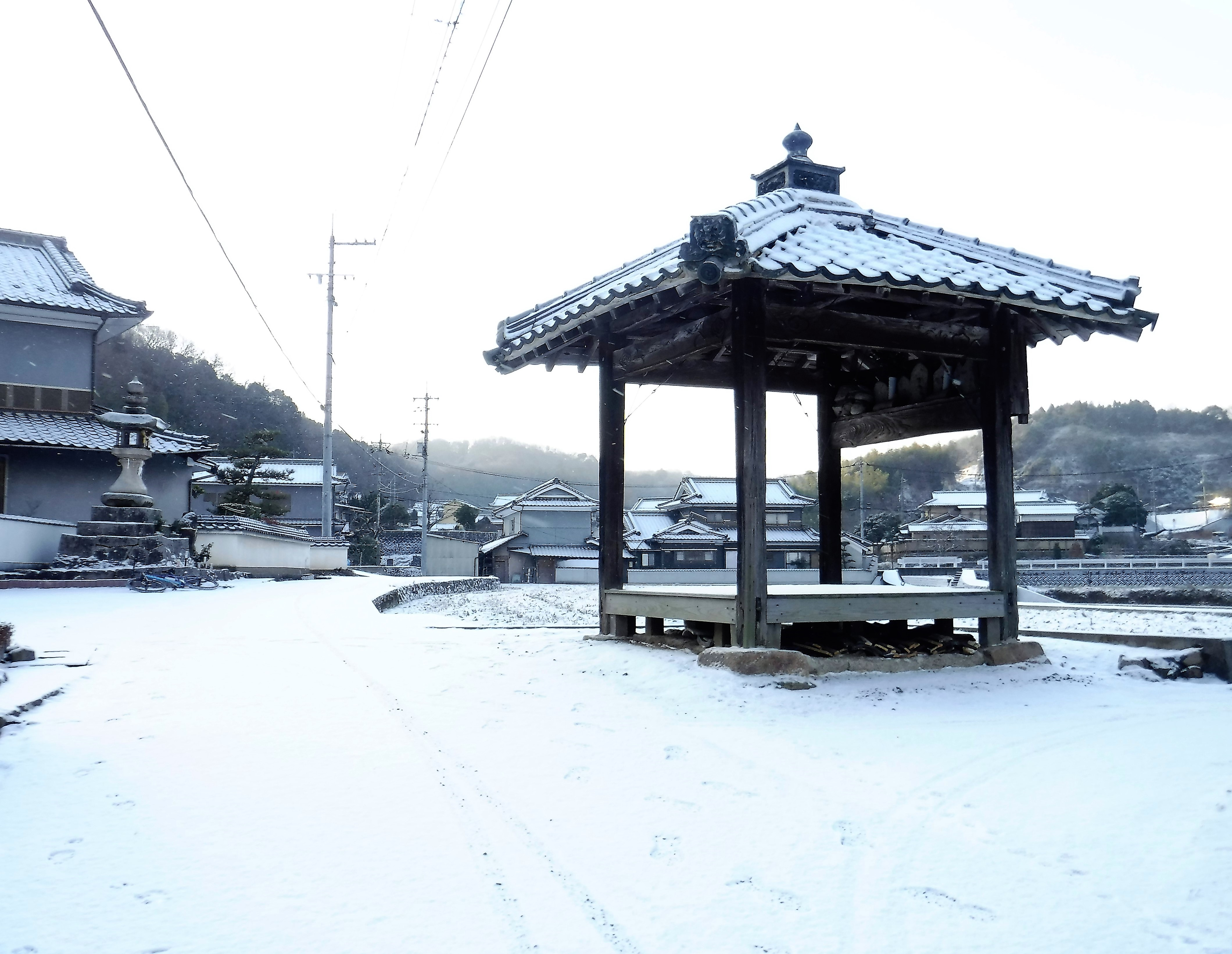
雪降る日の辻堂
ここでも常夜灯と並んで建立されている

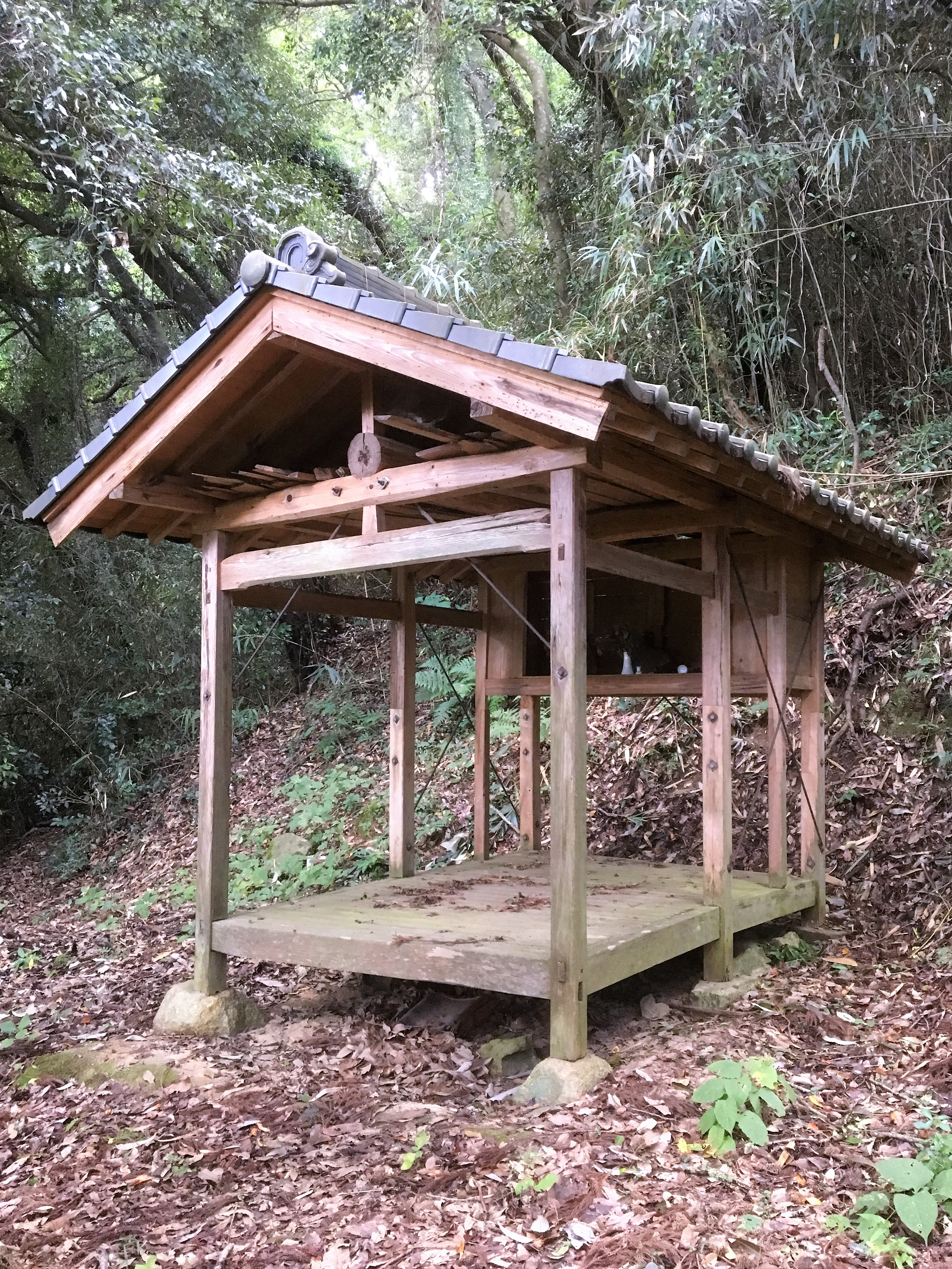
山中に設けられた辻堂。6(8)本柱

福山藩の辻堂（ふくやまはんのつじどう）は江戸時代に備後福山藩（広島県福山市）を中心に旧街道沿いなどに広く整備された木造建築物。
当初は、旅人の休憩場所として建てられたが、のちに地蔵や石仏が持ち込まれて信仰の場としての意味も持つとともに、地域住民の日常生活の催しの場としても活用されるようになった。巷説では、江戸時代に初代福山藩主・水野勝成の命令によって整備されたとされている。

## 名称
昔ながらの街道筋や麓の里辺りの四つ辻（よつじ）に多くみられること、あるいは4本の柱があることより四つ堂とも呼ばれる。また菅茶山が「福山志料」にて憩亭と読んだことに因んで、その名称が使われることがある。壁がないことより吹き放し堂という名称も使用される。本来の建築目的より休み堂という呼称も聞かれる。祭られている石像名を冠した〇〇地蔵堂や〇〇観音堂などと呼ばれていることも少なくないが、多くの辻堂には固有の名前がなく地元では単に「お堂」ないし「お堂さん」などと呼ばれることも多い。

## 分布
福山市、府中市、尾道市、井原市などの備後南部及び備中南部隣接地域を中心に多くみられる。三原市以西には殆ど見られない。2017年（平成29年）現在最も多く存在するのは福山市で250-260か所程が残っているが、次第に数は減ってきている。例えば福山市熊野町地区には、江戸中期の1700年（元禄13年）に17カ所の辻堂があったが明治時代には15か所に減り、2015年（平成27年）現在では7カ所を残すのみとなっている。1996年（平成8年）の中国・四国地方9県の534教育委員会を対象とした調査では、広島県の半数を超える市町村で辻堂の存在が確認されており、岡山県と島根県でも半数近い市町村に存在するとされる。一方、山口県や愛媛県では少なく1/3程度の自治体にしか見当たらない。徳島県、高知県では2割にも満たない自治体でしか見られず、中でも香川県は少なく8.6%の自治体にしか存在しない。江戸時代の地域区分で検討すると、備後地区に相当する地区では9割の自治体に、備中地区に相当する地区では8割の自治体に辻堂が存在し、これらは江戸初期の水野藩の領地だった地区と一致する。

## 立地
江戸時代の村落を繋ぐ街道沿いや峠、人通りの多いところに存在し、20-30戸ごとに1基程度の割合で建てられた。管理・運営も集落単位で行われた。神社とは異なり、人里離れた場所には建築されないのも特徴とされる。

## 歴史
初代福山藩主・水野勝成が若い頃に諸国を旅した経験から、旅人が休めるような休憩所の整備を福山藩の領民に奨励したのが始まりとされる。。その他に、個人や集落により供養・慰霊・祈願の目的で建てられた辻堂も知られている。

### 水野勝成の放浪
水野勝成が諸国を放浪した時期は、大きく3つに分けられる。1回目の放浪は、1584年（天正12年）に父・忠重の部下を切り殺して勘当されたことにより始まり、美濃・尾張・京都を放浪している。京都では南禅寺の山門に寝泊まりし、町では無頼の徒と交わり、清水では多くの人を切り殺している。1585年（天正13年）には織田信雄の導きで紀州雑賀攻めと四国征伐（第2次四国征伐）に参加し、その後豊臣秀吉から摂津国豊島郡700石を任される。しかし、まもなく中国地方に逃亡し「六左衛門」と名乗ったとされる（2回目の放浪）。1587年（天正15年）、肥後領主の佐々成政に仕えて九州に渡り、成政の死後は小西行長に仕えた。その次は豊前領主の黒田孝高に仕官したが、1590年（天正18年）孝高の嫡男黒田長政が豊臣秀吉に拝謁するため海路大坂に向かっている途中に、現在の福山市鞆で船を勝手に下りて出奔する（3回目の放浪）。その後勘当が解除される1599年（慶長4年）までの9年間、勝成は備後・備中地方を放浪しているが、これらの期間の出来事とされる伝承には真偽不明のものが多い。なお、この放浪中に庶民の娘との間に長男水野勝俊が生まれ、父勝成の放浪旅に同行している。水野勝成が備後封入となるのは1619年（元和5年）であり、1651年（慶安4年）に死去するまで福山で過ごした。福山藩は勝俊が継承したが、父親の放浪旅を共に過ごしていたために、庶民の気持ちをよく理解して良政を布いたとされる。

### 古文書での言及
古文書に「辻堂」という言葉が登場するのは、「九州みちの記」（1594年・文禄3年）であるが、この「九州みちの記」には板敷であるということ以外に構造的特徴には言及がなく所謂「辻堂」を指したものか不明である。
「元禄13年の御検地水帳」（1700年）は、福山藩が水野家支配を終えて一時的に天領になったときに実施された検地の記録で、辻堂の場所と規模がすべて記載されている。
水野氏に代わって新藩主として入部した阿部氏が各村落に提出させた差出帳（1711年・宝永8年）には、「四つ堂」という言葉が使われ、辻堂の数が記載されている。
1746年（延享3年）頃に萩藩の絵図方の有馬喜惣太が中心になって作成したとされる「中国行程記」は、萩藩の参勤交代の道中の出来事を描いた道中絵図だが、西国街道を中心に街道沿いの辻堂が描かれている。
1740年（元文5年）頃から30年間に渡って福山藩士の宮原直倁（1702-1776年）が執筆した「備陽六郡志」（びようろくぐんし）にも辻堂の数が書かれている。福山市の庄屋・馬屋原重帯（1762-1836年）が著した備後全域の地誌「西備名区」（1804年・享和4年）にも言及がある。
江戸後期の漢詩人の菅茶山（1748-1827年）が残した地誌「福山志料」（1809年・文化6年）には「憩亭」として紹介され、「辻堂は他国では稀だが備後国だけに多く見られ福山藩の領内に600棟ほど存在する」と記載され、具体的な場所にも言及があるが、その数は1700年（元禄13年）の御検地水帳よりも増えている。
「備後郡村誌」（1818年・文化15年）は、1711年（宝永8年）とその100年後の1815 - 1816年の差出帳をまとめた古文書で、これにも辻堂の数などが記載されている。

### 水野勝成創建伝承の検証
上記のとおり、「水野勝成が各地を放浪中に旅人の休憩場所の必要性を感じて福山藩主となったのちに憩堂を整備させた」という説が伝承されているが、文献でこの説が初めて登場するのは、1912年（大正12年）に出版された「沼隈郡誌」である。それ以前の「西備名区」（1804年・享和4年）には、水野勝成が諸国放浪中に憩堂で休憩したという記載はあるものの、水野勝成が備後地方に辻堂を造るように指示したという記載は認められない。「沼隈郡誌」以降に発刊された市町村誌には「藩主になった水野勝成が建てさせた」という記述が見られるようになるが、水野勝成が放浪時に使っていた偽名などの違いを考察するに、それらは「沼隈郡誌」を参考にして記載したと考えられる。備後地方に残る辻堂の建立時期を調べると、多くが水野が藩主になった時期以降の建立であり、水野勝成が福山に入ってから辻堂の数が著しく増えたのは間違いないものの、江戸時代の文献には水野勝成の指示という表現は見いだせていない。

### 近世
昭和20年代（1945年-1954年）までは地区の寄合、物資の配給、牛の蹄（ひづめ）切りにも辻堂が利用されていた。近世では旅人の休憩所としての用途は途絶えたが、集落のシンボル、地域活動や信仰の場等としても引き続き利用されている。昭和20年頃までは、地区の共同購入品の荷下ろし場や寄合の場所として活用された。地域住民によって管理され、夏の夜になると灯籠をつるし、ろうそくに火をともす風習が受け継がれている。子供の遊び場としても活用される。

### 再評価
1983年（昭和58年）3月、文化庁は広島県内の辻堂を「安芸・備後の辻堂の習俗」という名称で「記録作成等の措置を講ずべき無形の民俗文化財（選択無形民俗文化財）」に選択した。1984年（昭和59年）、福山市が実態調査を行い、旧神辺、沼隈町を含めて市内に約200棟（その後合併した芦品郡新市町は含まず）が残っていることが判明している。2017年（平成29年）から日本遺産としての申請を念頭に置いた再調査が行われ、福山市文化財保護指導員14人が各地域を回って、辻堂の構造上の特徴や、関連する話について住民からの聴取を実施している。広島県三次市では2016年（平成28年）から観光百選に位置付けて辻堂巡りのイベントを開催している。2018年（平成30年）3月には、広島県府中市の「クルトピア栗生」が地区の辻堂を巡る健康ウォーキングイベントを開催し、府中市町づくり復興公社の職員がガイドを務めて市民を案内して回っている。

## 構造的特徴
多くは四隅に柱を配置して瓦葺き屋根を持つ四阿（東屋：あずまや）形状で、壁はあっても1面だけで吹きっ晒しの簡素な構造を基本とし、床は2畳ほどの板張りであるが、ベンチシートや床板のない辻堂もある。天井は無く、通常屋根下地がむき出しとなっている。屋根裏に、組内で使う祭具を収納する辻堂もある。4本柱の他に、6本柱の辻堂や床のない辻堂も知られている。また再建や補修によって、金属屋根が採用されたり簡素化された辻堂もある。備後地方に現存する辻堂の多くは瓦屋根であるが、かつては入母屋か寄棟造りの草葺きが多かったとする文献(広島県史など）もある。後述するように、維持費用の面でトタン葺きやコンクリート構造に変更された辻堂も多い。水野藩が関与した休憩所としての本来の辻堂は4本柱の形状であるとされる。

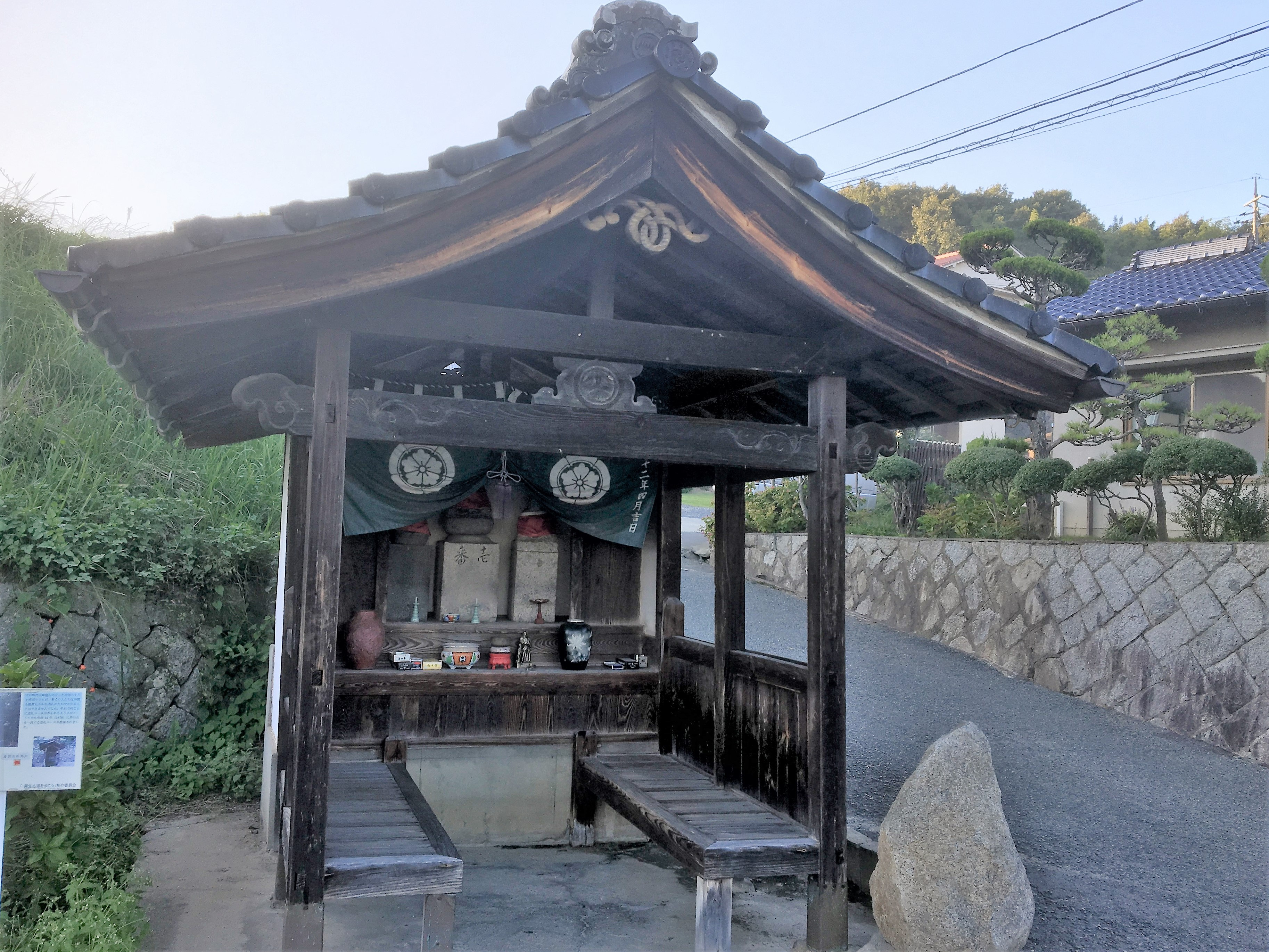
ベンチシートの辻堂
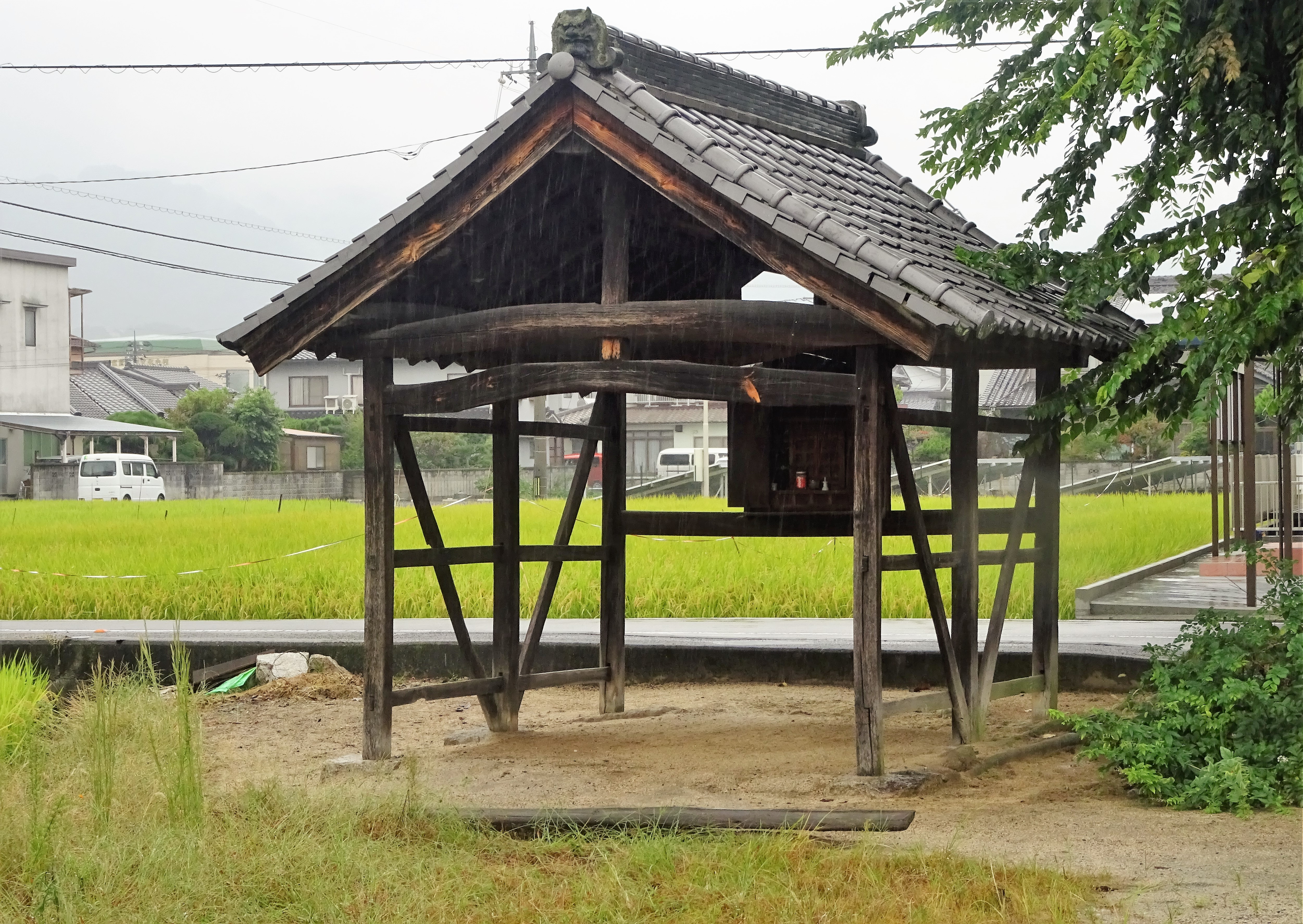
6本柱、床無し構造の辻堂
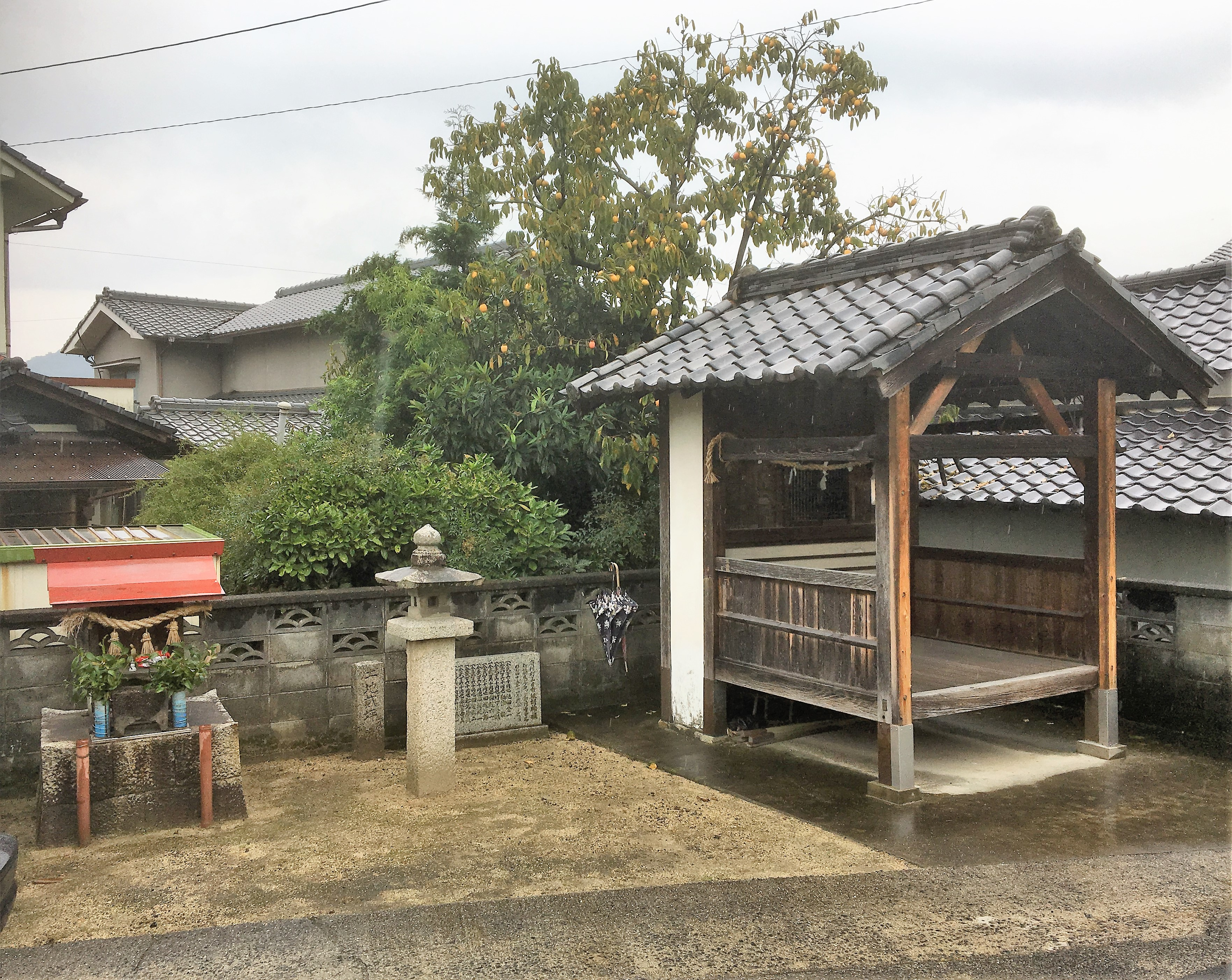
一部漆喰壁の辻堂。敷地片隅には寄進者の銘板と小さな祠が置かれている
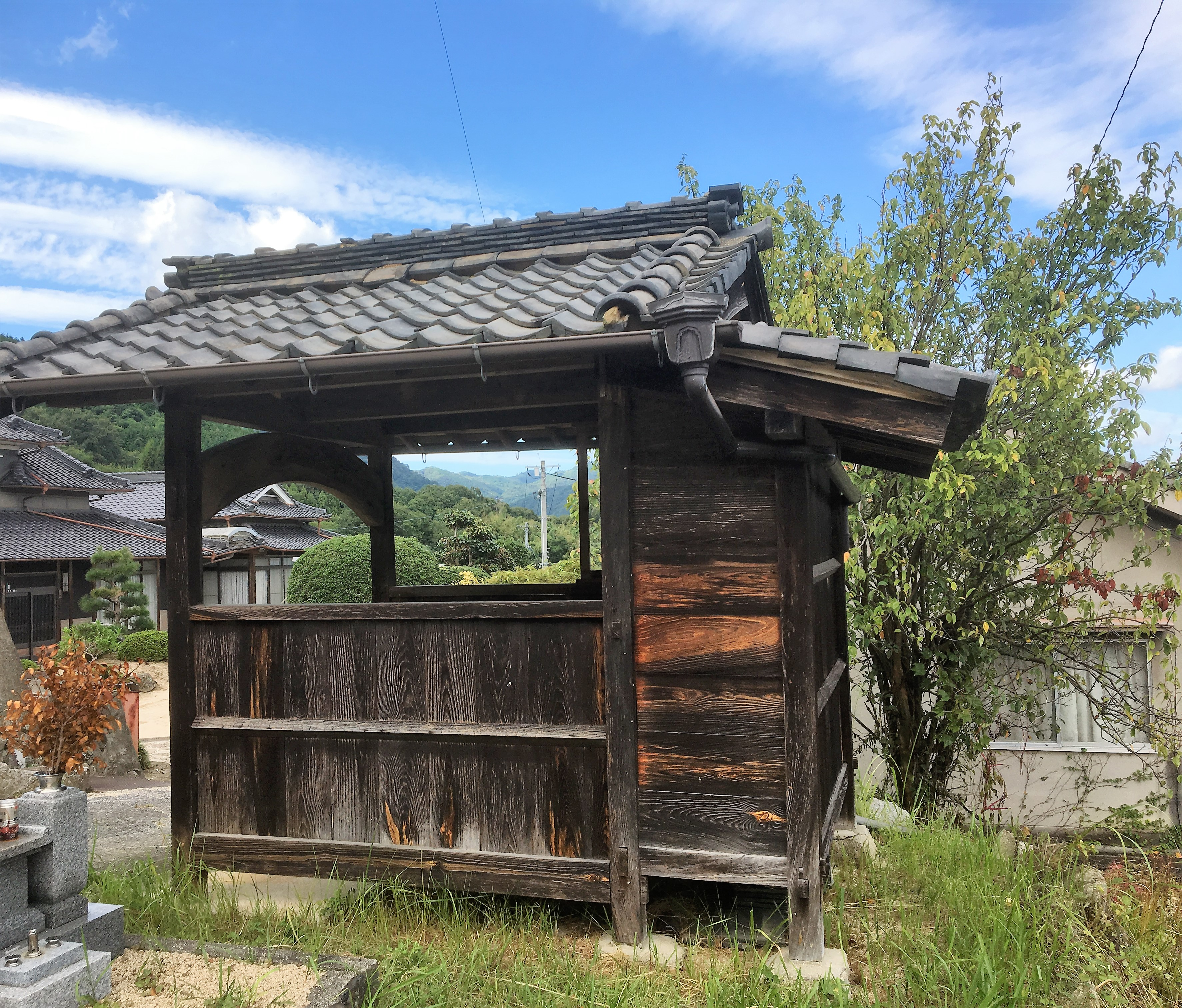
後方が突出した辻堂

## 宗教施設としての活用
辻堂は当初は純粋な休憩所であったが、後に神棚が設置されたり、地蔵や如来が祭られるようになり信仰の場としての意味も併せ持つようになった。正面奥上方に祭壇がおかれ神棚や地蔵や弘法大師、大日・薬師如来、観音などが祭られる。広島県府中市栗柄町の登呂茂地区では、辻堂は必ず金毘羅常夜灯と並んで建てられており、水を守る金毘羅神と土地を守る地神を組み合わせる事で、農業の神として信仰された可能性が指摘されている。

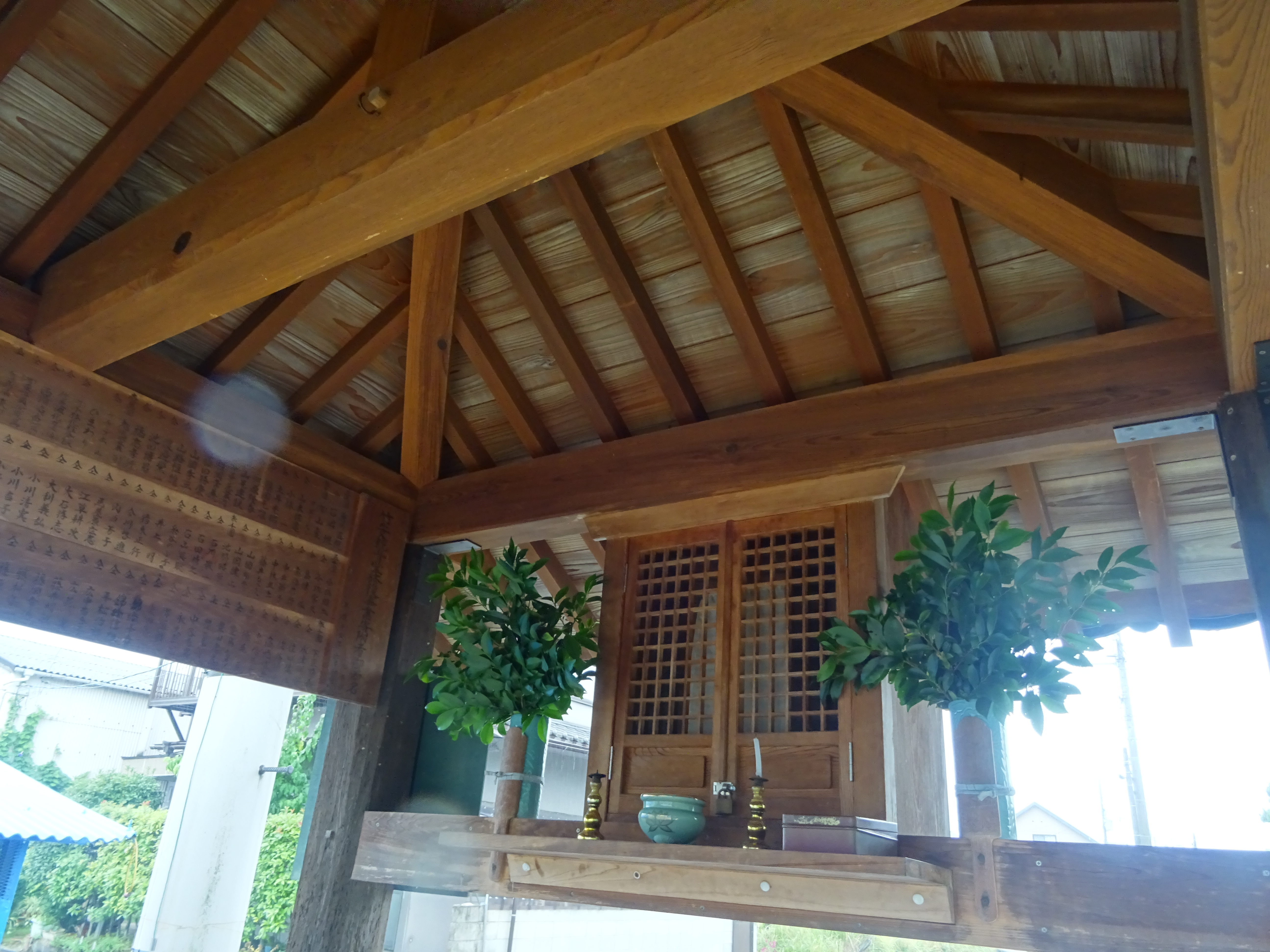
辻堂の神棚
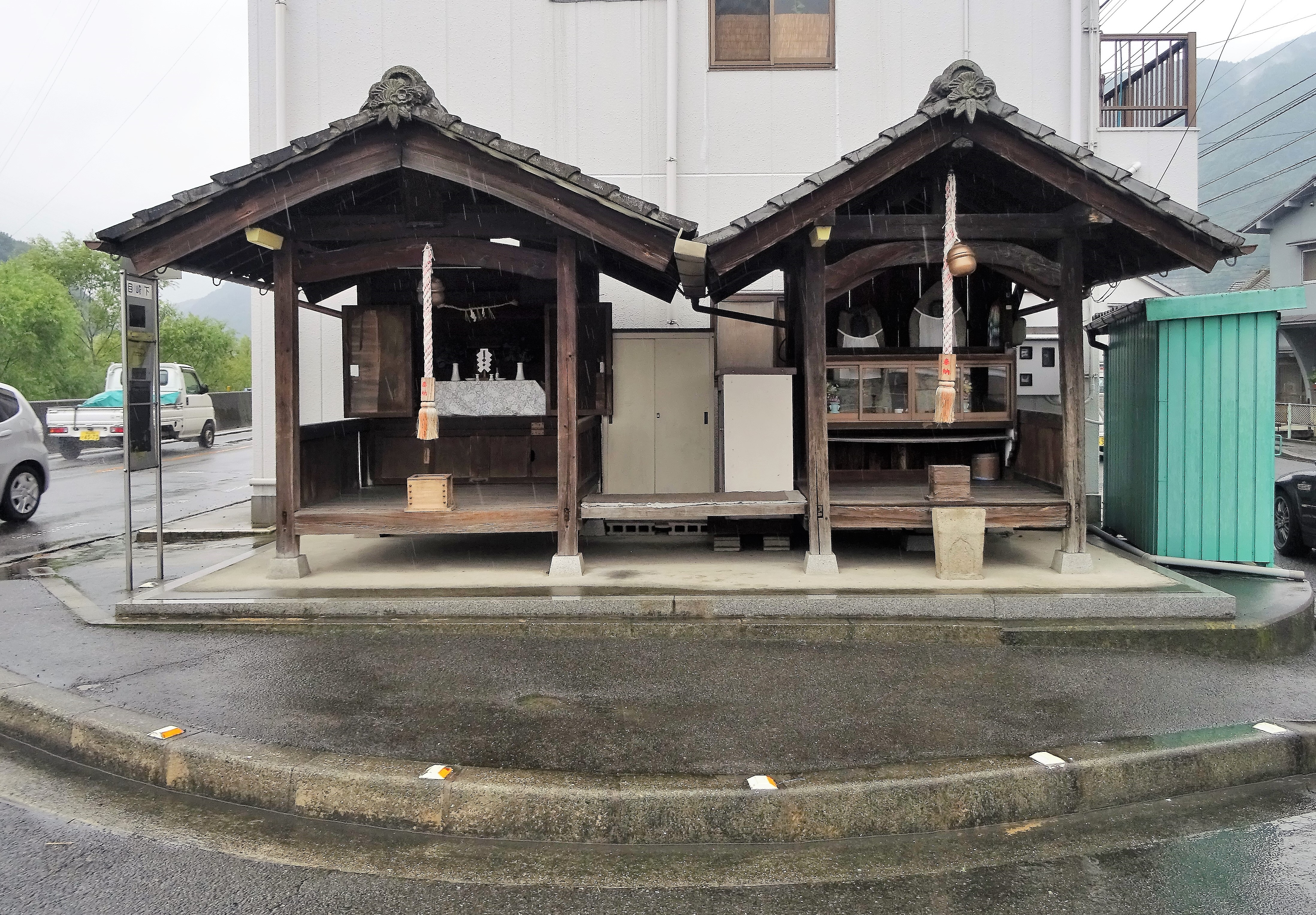
神棚（左側）と地蔵(右側）が祭られ鈴緒が取り付けられた辻堂
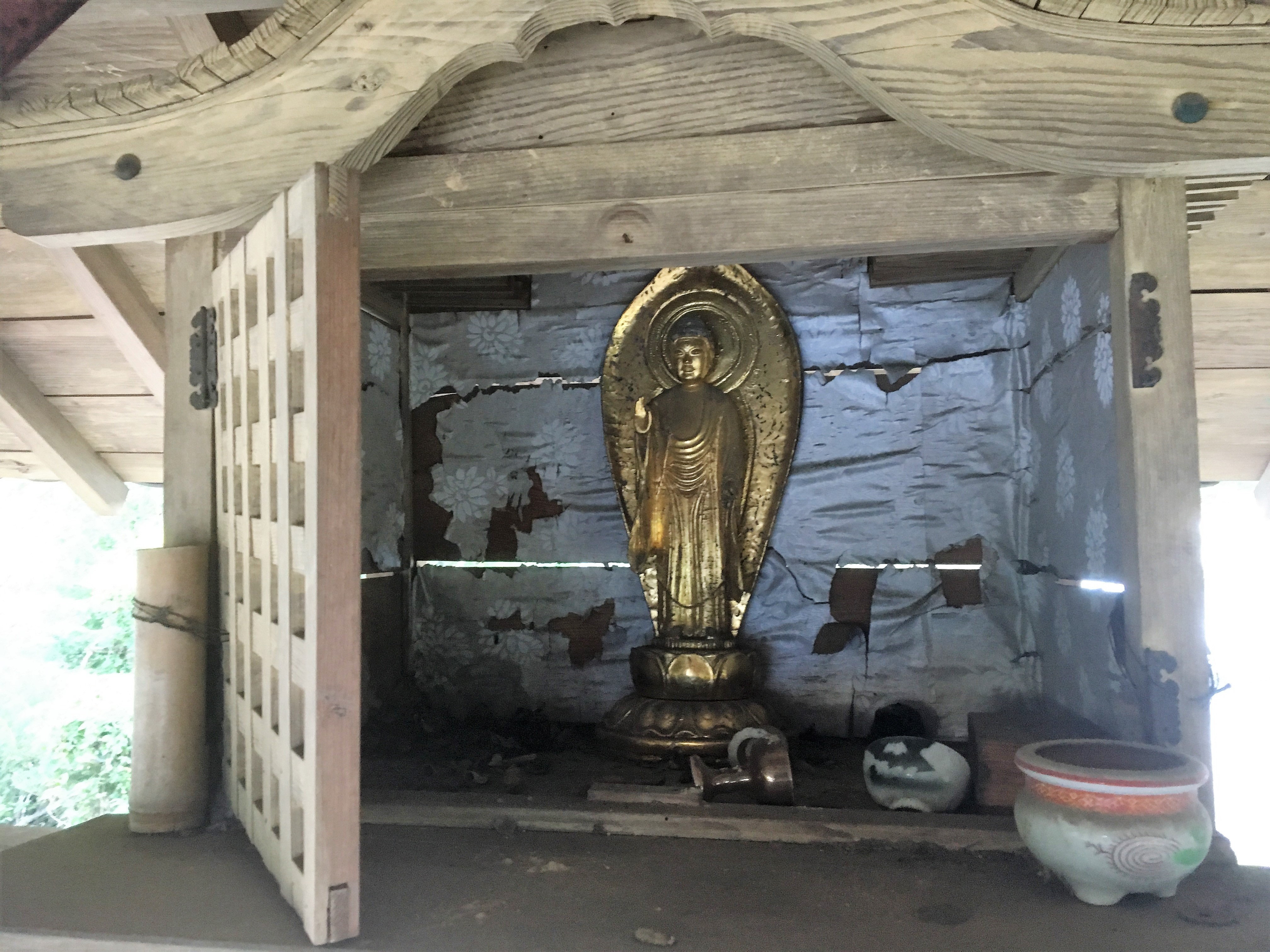
観音像が祭られた辻堂
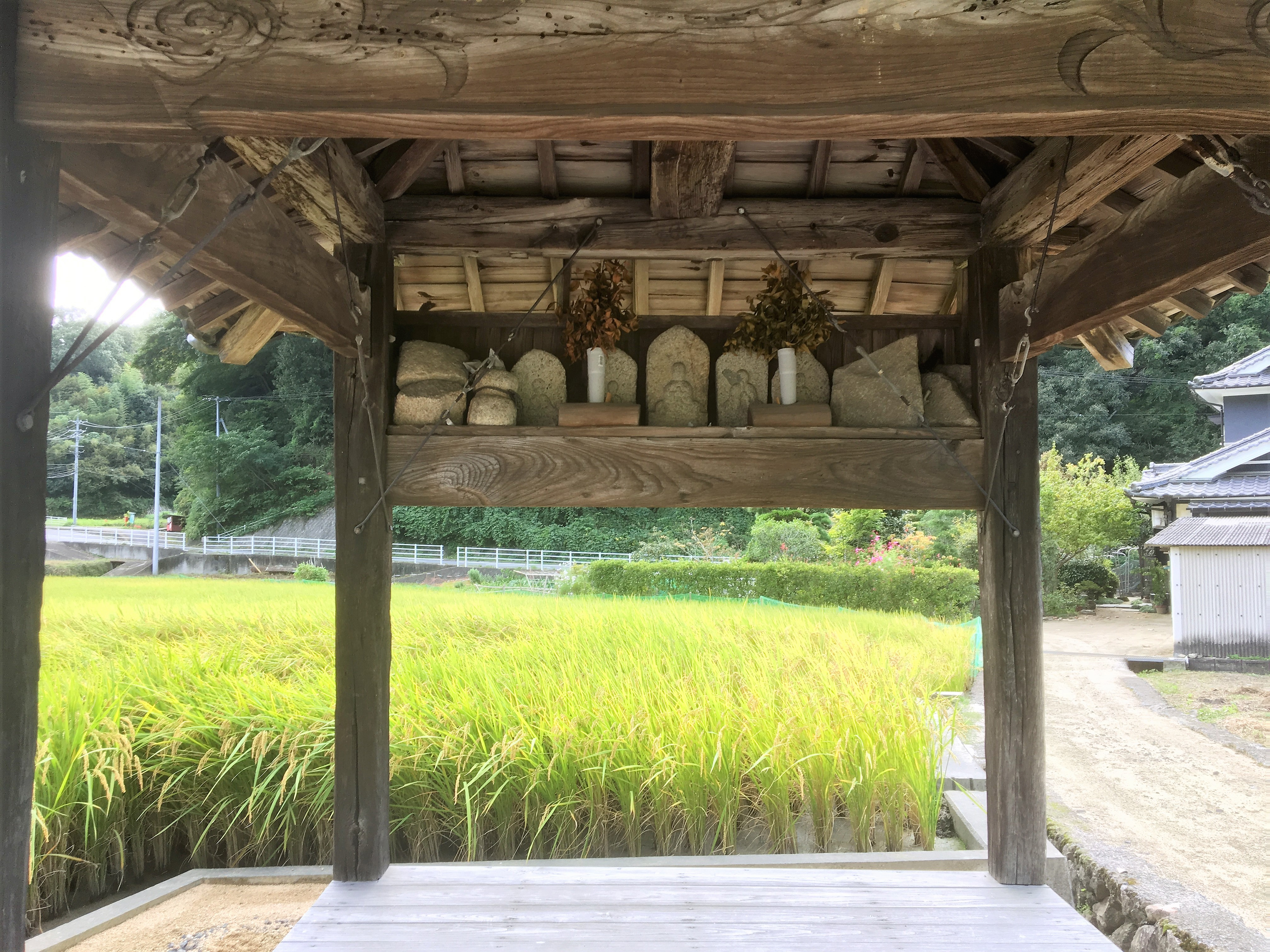
石仏が祭られた辻堂

## 劣化と補修
辻堂は個人または地域住民によって維持・メンテナンスされているが、過疎化や人の流れの変化等によって次第に数が減ってきている。また、壁がない構造のために、耐震性が低く、鉄骨などで補強される辻堂も多い。辻堂は基本的に小さな基礎石の上に置かれた状態で、固定もされていないので、自動車に当て逃げされてクルリと45度回転して、基礎石から転げ落ちるといった事例さえある。更新の際に、石仏の収納のみを目的として大幅にサイズを縮小される辻堂もある。このような事例では外観で地蔵堂との区別が出来ないので、由来が辻堂かどうかを判断するためには記録を調査する必要がある。修復時に必要とされる資材は、共有林から切り出したり、集落の篤志家の寄附に頼っている。

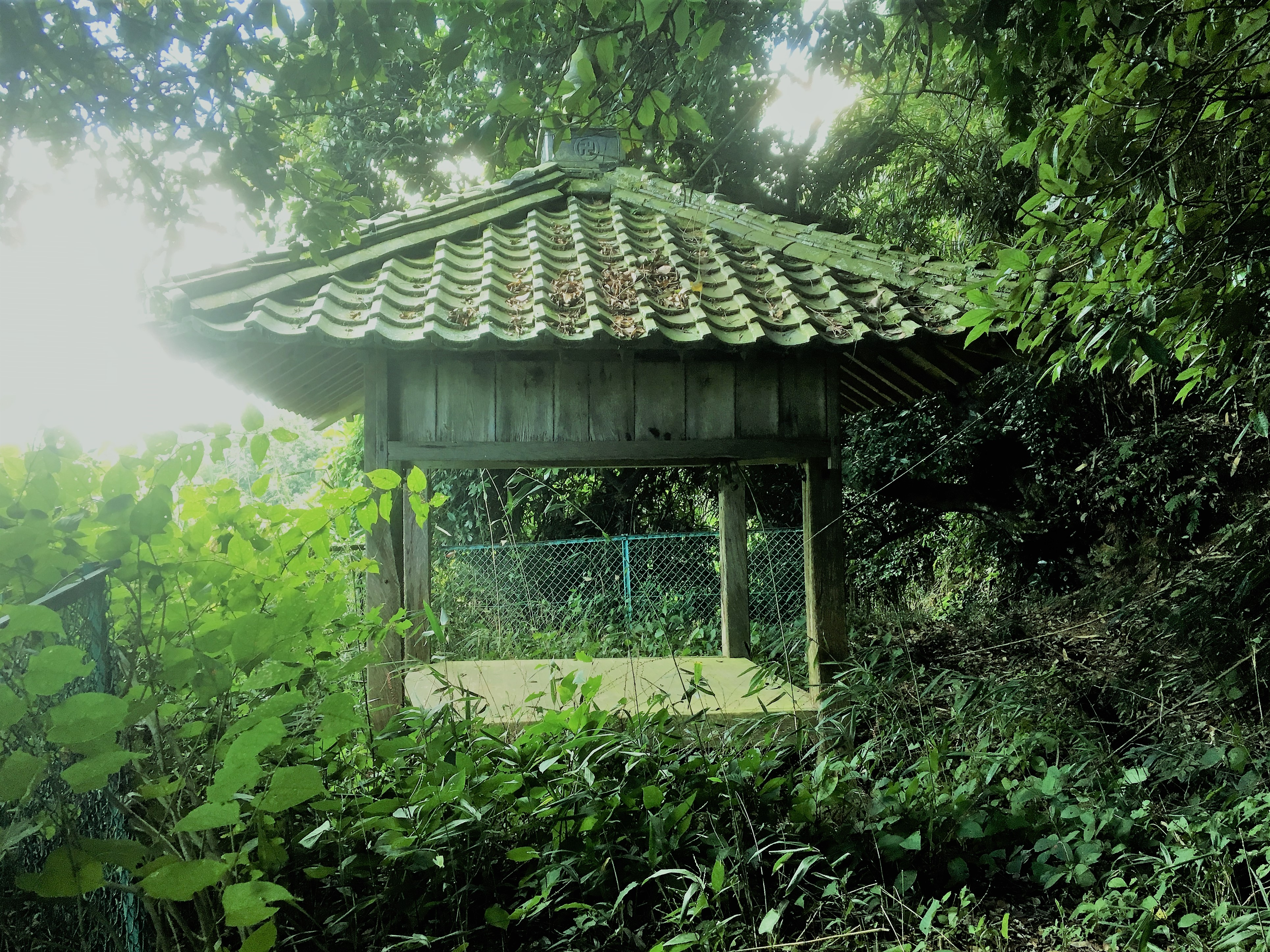
草木に埋もれ忘れ去られようとしている辻堂
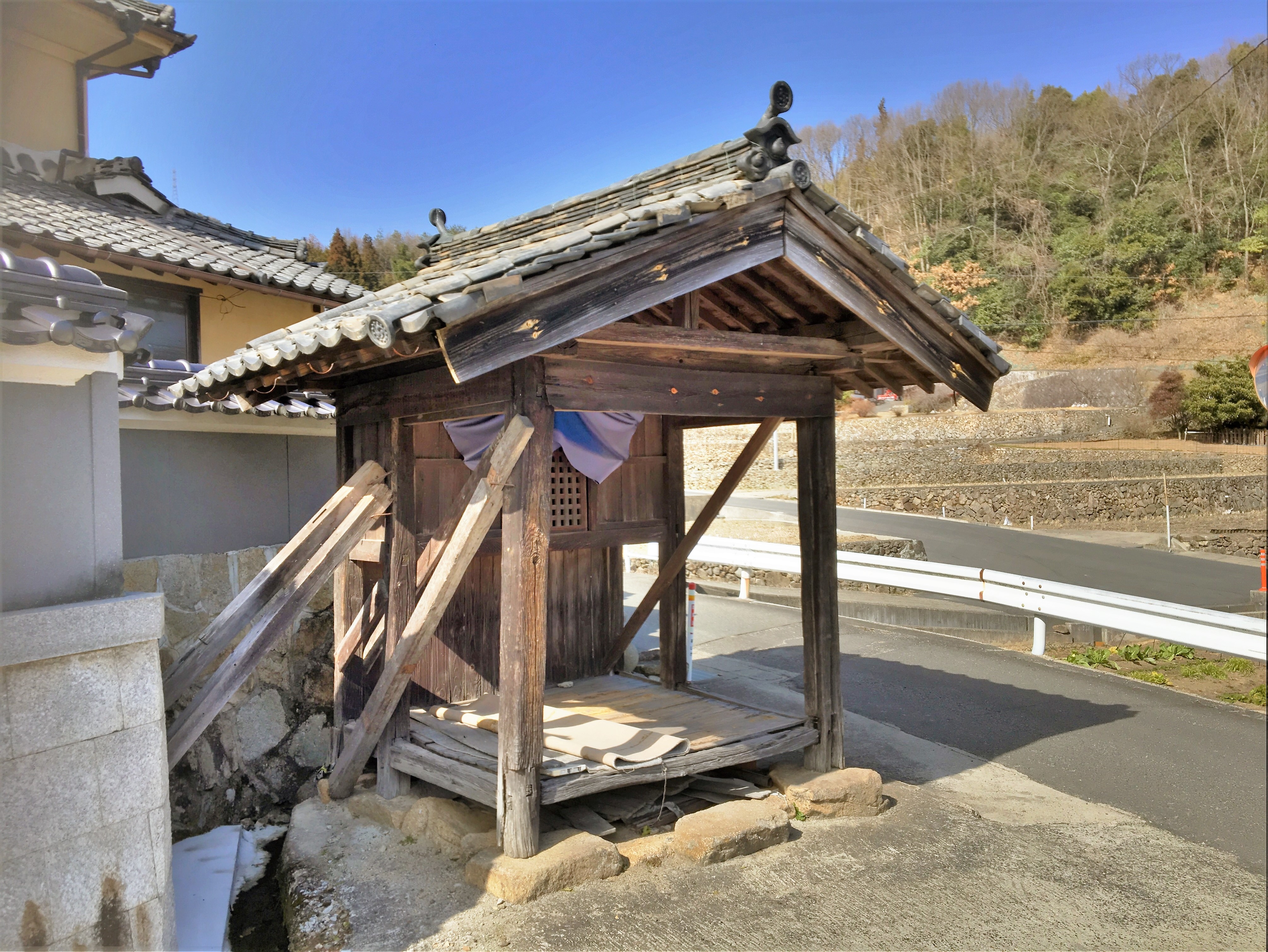
倒壊しそうになり支えが添えられた辻堂
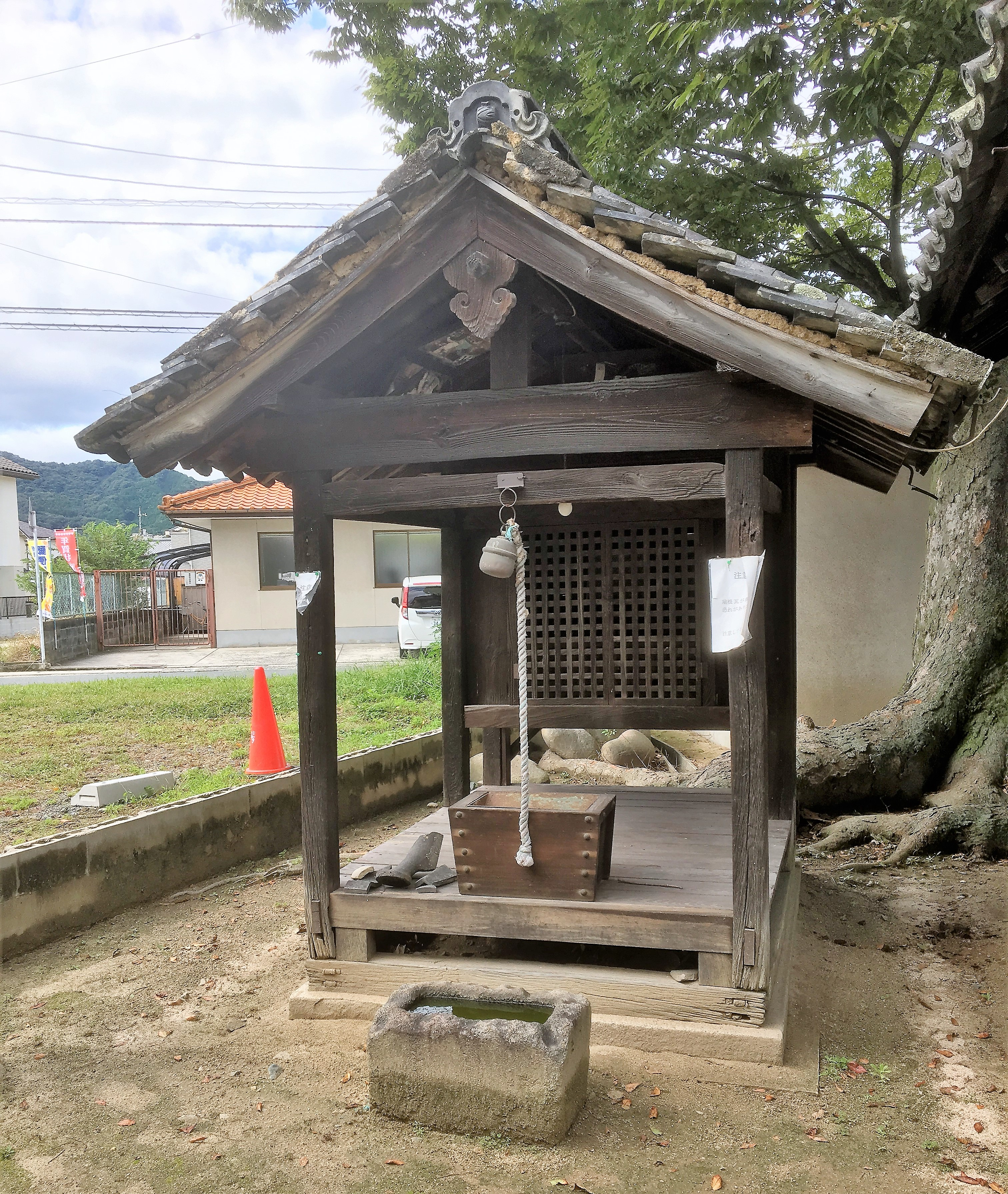
劣化により瓦が落下し、近づかないように注意書きがある辻堂
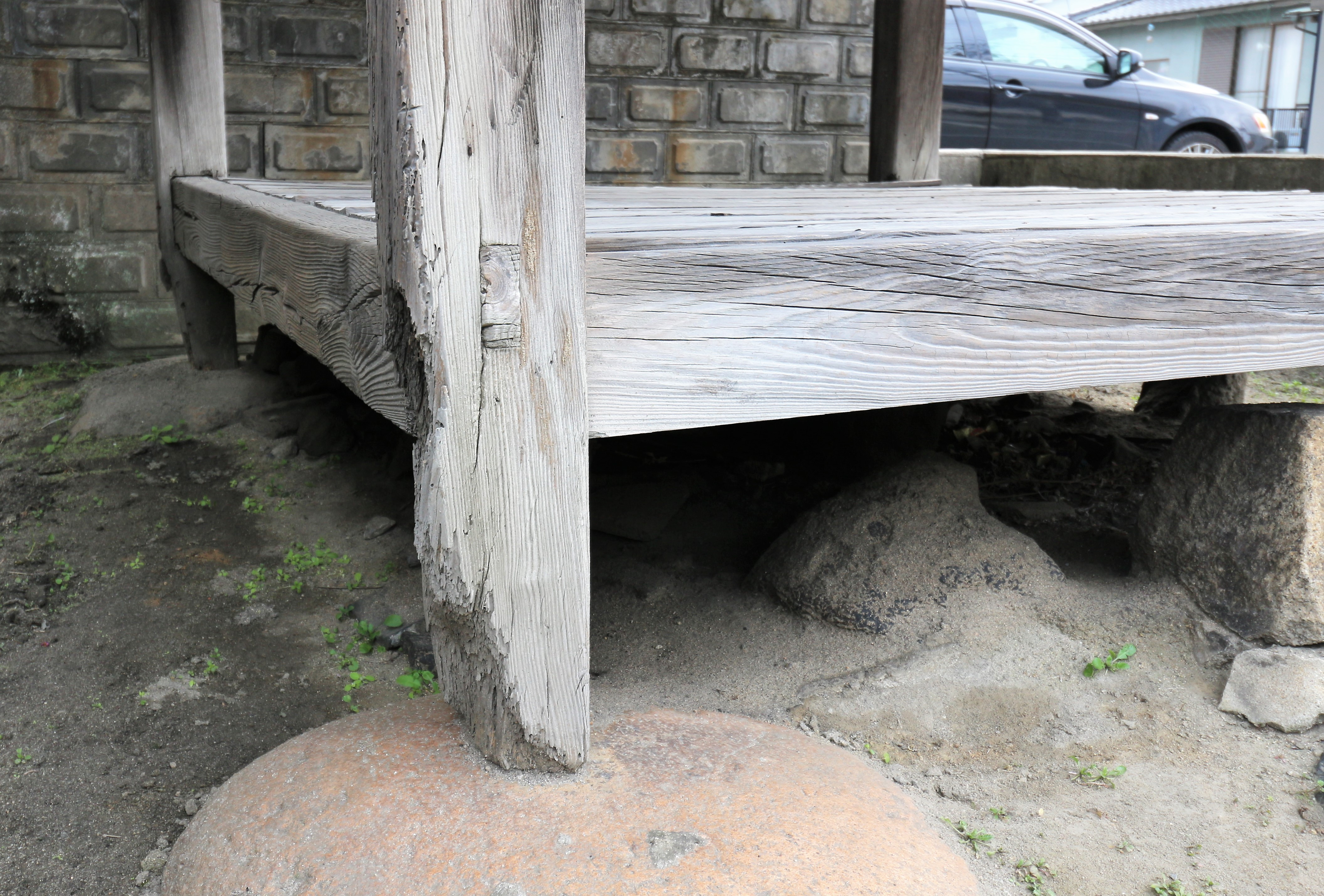
雨のために腐食して細くなった柱

### 代替建材の導入
建て直し時の建築コスト削減のために、トタン屋根やコンクリート建材を導入される辻堂もある。特にコンクリートブロックを導入された辻堂の場合は外観が大きく変わり、元々辻堂であったことが分らなくなるケースもある。前述の菅茶山は鴨方の西山拙斎は懇意な仲であり、この2人が親しんだ辻堂が文献により特定されているが、1984年（昭和59年）にはまだ通常の辻堂の宝形造の四方吹放だったものが、2017年（平成29年）現在は無残なコンクリートブロックの小さな祠となってしまっており、すぐ横にゴミステーションが設置されている有様である。一方で、福山市神辺町徳田の辻堂のようにコンクリート製の小さな建物にされたものが、かつてあったような木製構造の辻堂に復元される事例も知られる。

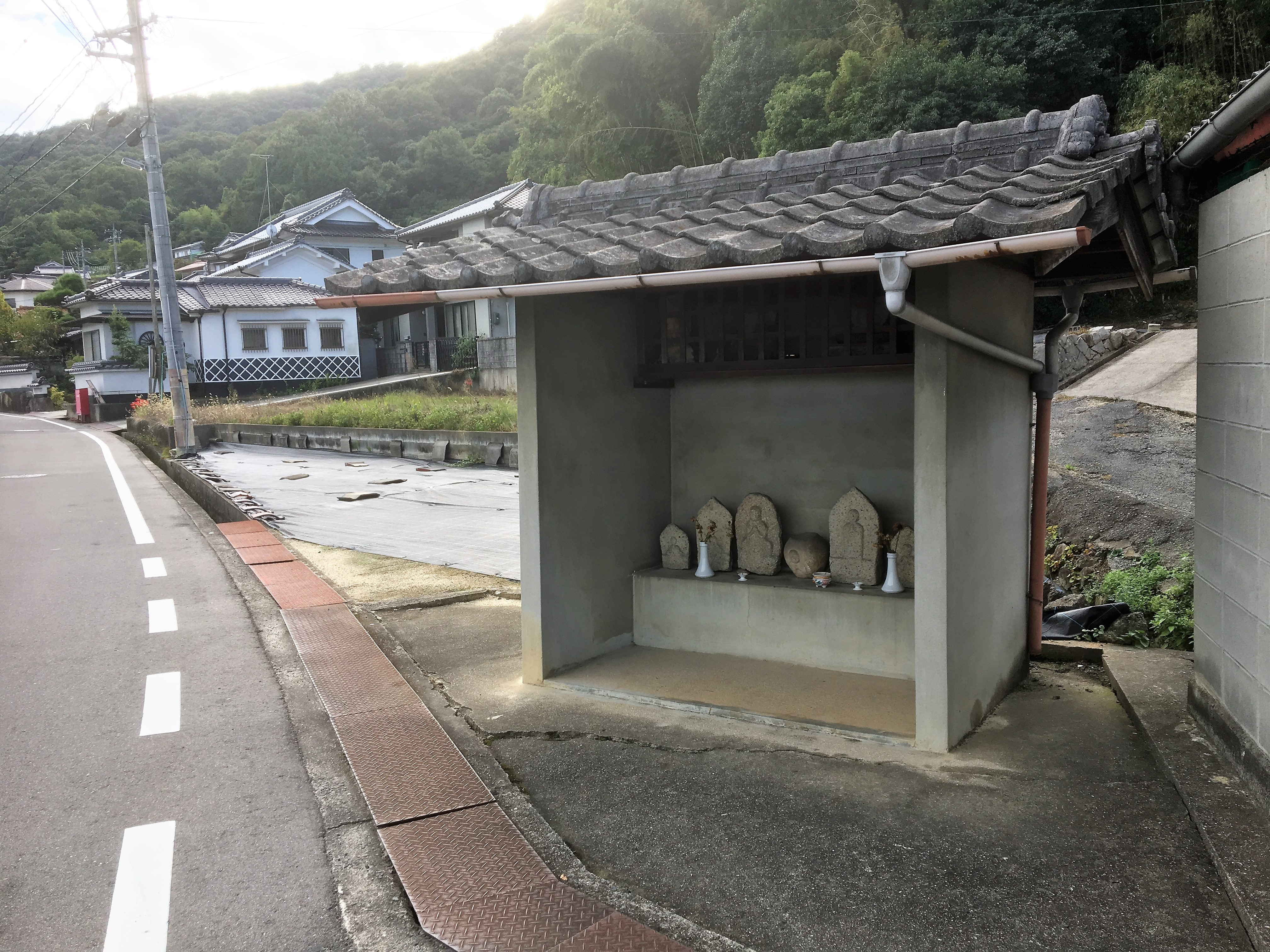
再建時にコンクリートブロック製になった辻堂。屋根は木製。サイズも縮小された
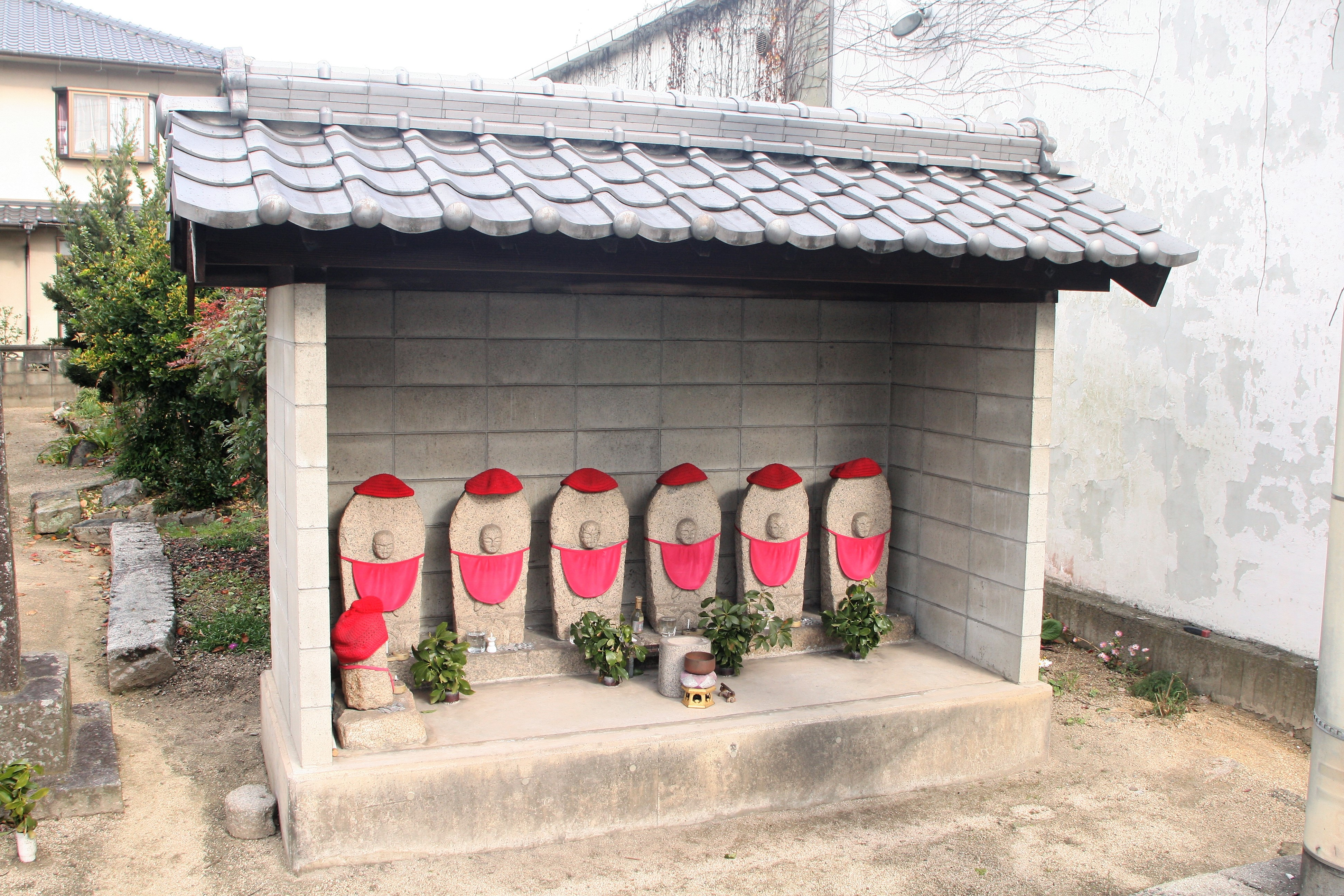
府中市高木町の辻堂。元々は木製であったが更新時コンクリート製とされた。
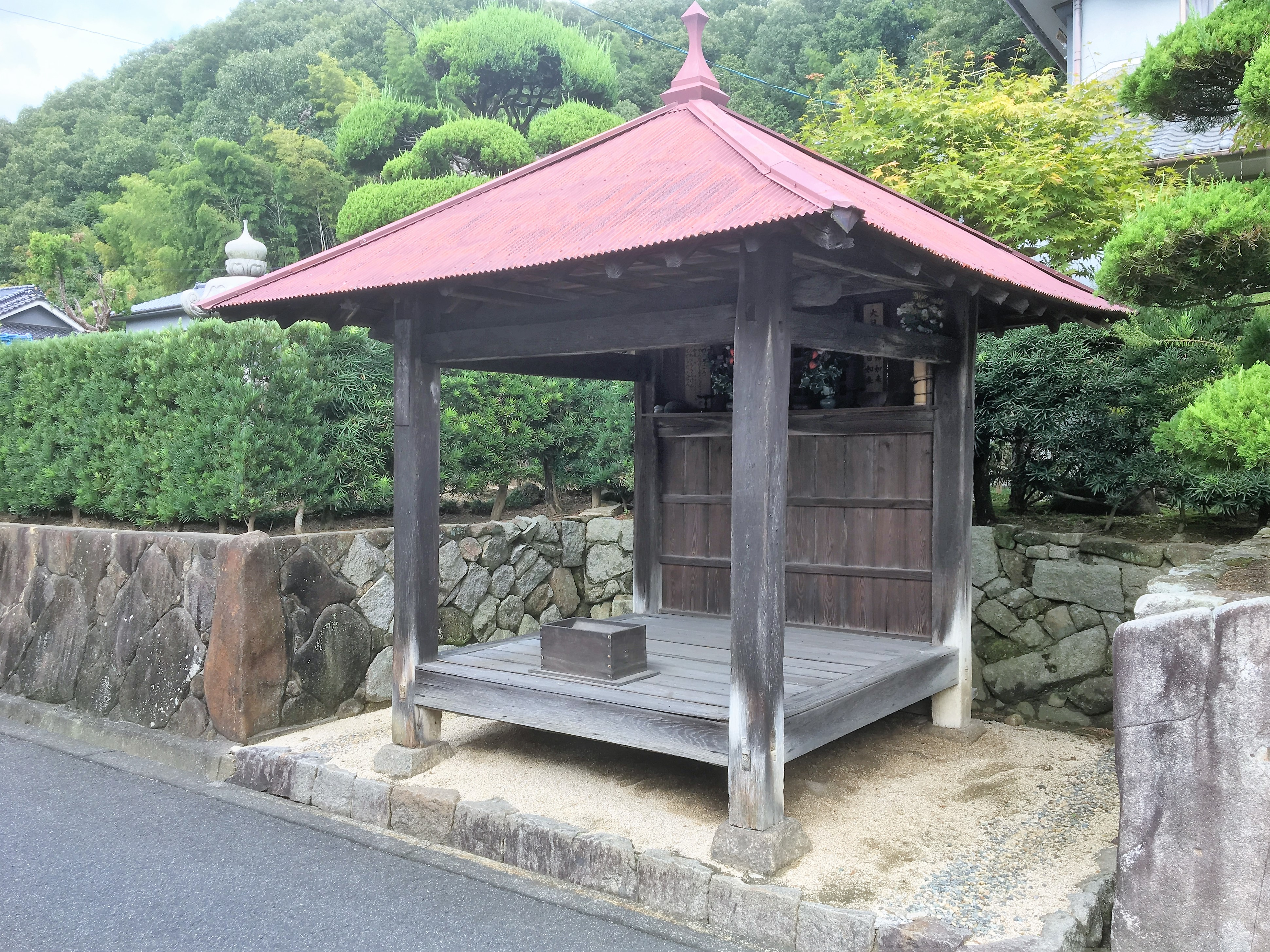
補修によってトタン屋根に変更された辻堂
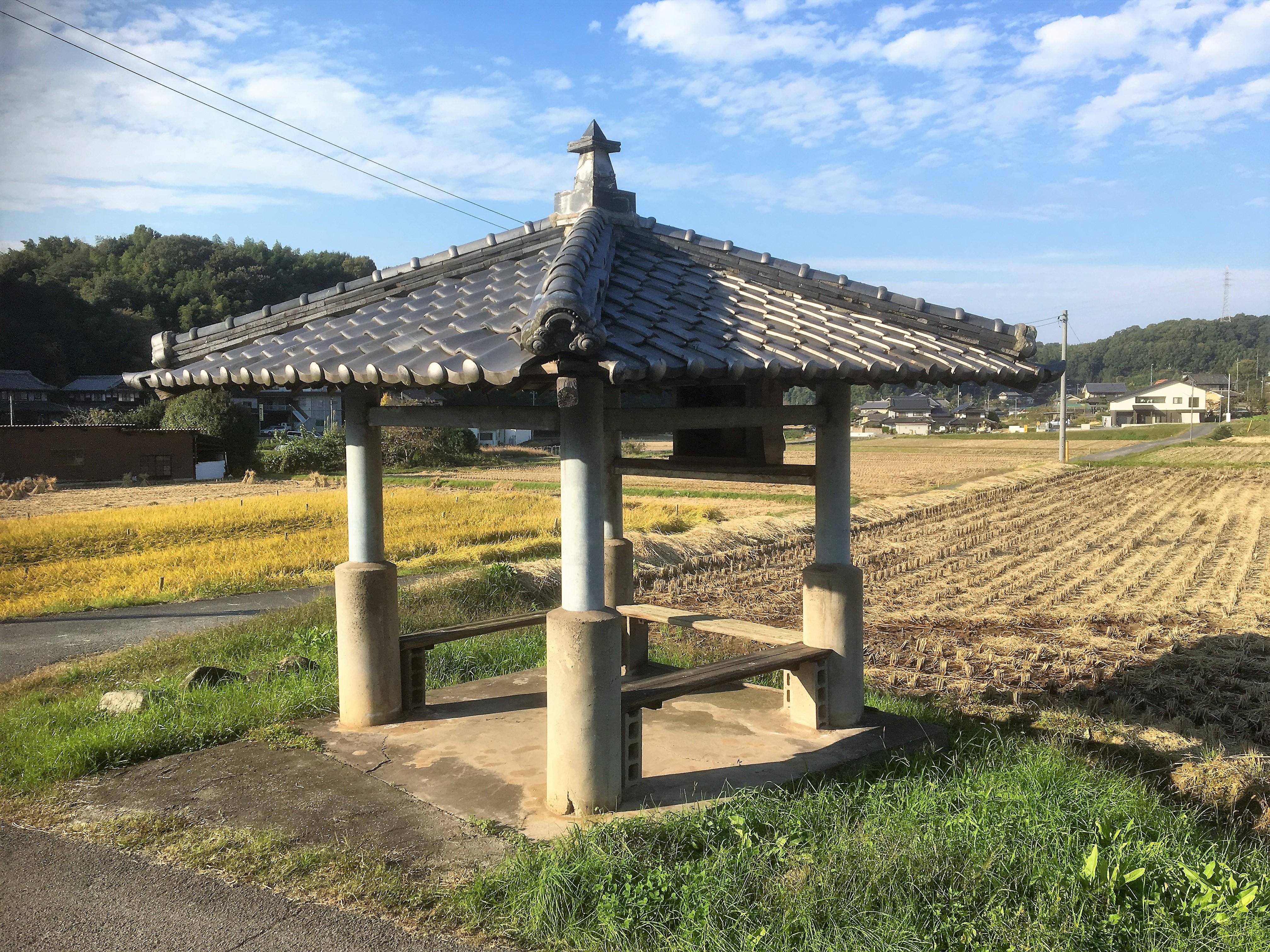
コンクリート製柱とされ、床も省略された辻堂

## 著名な辻堂

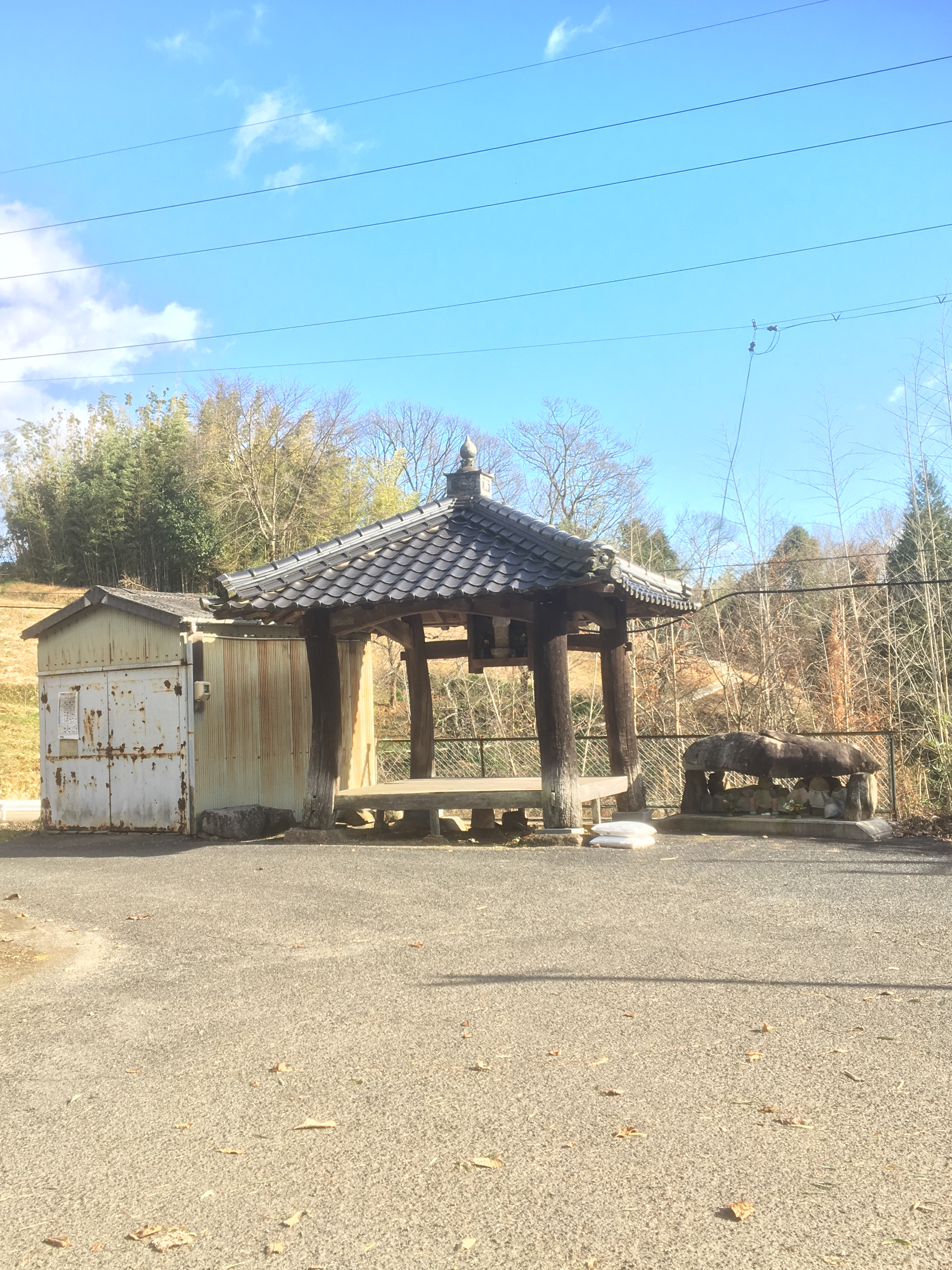
尾道市の横峰地蔵堂

- 福山市春日町の浦上八幡神社の境内には、旧道沿いから移転され参拝客の休憩所として使用される辻堂がある[28]。トタン葺き屋根に変更されており、傍には「浦上八幡神社御旅所の碑」が建てられている[28]。元々は浦上団地の入口のため池東側にあったとされる[28]。薬師如来と思われる木製の仏像が祭られているが朽ち果てている[28]。

- 国道182号線沿いの油木交番近くの旧道沿い、愛宕神社傍にある辻堂は、平安時代の終盤に西行が備後路から備中路への旅の途中に立ち寄り、「手にむすぶ 岩間の清水 底澄みて行きかふ人の かげも涼しき」という歌を残したと言い伝えられ、後に「歌の御堂」と呼ばれるようになった[29][30][31][32]。建築当時の茅葺屋根に柳の柱という姿を現代に伝え、油木八景の1つに選ばれる[29]。油木町指定文化財に指定されている[29][30]。

- 福山市神辺町西中条の箱田川土手にある辻堂は軒高の構造で知られる[33]。祭壇は設けられておらず、4本柱のみとなっている[33]。傍らには地蔵が祭られる[33]。田植えの時期は、周辺の田園の稲の緑が萌え、秋には黄金色の稲穂をバックした美しい風景が楽しめる[注釈 3][33]。西中条には数多くの辻堂が残るが、その中でも「絵になる辻堂」として抜きんでているが[33]、由来などについては詳しい事は分かっていない[33]。

- 福山市神辺町湯野には「赤堂」と呼ばれる辻堂がある。文字通り柱や梁などの木質部分は[赤いベンガラが塗られている[34]。古代山陽道に該当する地区にあり、板張りの床には舟型光背の石地蔵1体が直置きで祭られている[34]。4本の柱は内反し、四隅には組物が施されている[34]。屋根は大屋根で辻堂としては豪華すぎる構造とされる[34]。

- 福山市内から県道72号線を南下、熊野町下山田バス停を過ぎて右手に広がる田園地帯の中に印象的な辻堂があり、地元では「十二神堂」と呼ばれている[注釈 4][35]。1993年（平成5年）に改築され、柱はコンクリート製で裾が広がりの形状になっている[35]。床は無い[35]。12神とは薬師如来の守護する十二神将のことで、1984年（昭和59年）の調査では須屋に2体の甲冑をまとった木像があり、十二神将のいずれかだと推測されている[35]。この木像は万病にご利益があるとされ、病人が供え物や花を持ち込み、全快を祈願する風習があった[35]。

- 福山市熊野町中山田には、「六本堂」という柱6本構造の比較的大きな辻堂がある。1871年（明治4年）と1886年（明治19年）に焼失し、その後は赤坂遊園に移築されていた(当時は草葺屋根）。1971年（昭和46年）12月に現在の銅板葺き屋根の建物が再建された。「六本堂」は水野藩主が領内の巡視する際の休憩場所として建てられ、常国寺所有の森林木材が使用された。「殿様のお休み場」とも呼ばれた[36]。すぐ横に荒神社があり、「六本堂」で藩主が休憩している間は、お付の者は荒神社で待機したとされる[注釈 5][36]。2017年（平成29年）現在の建物は1971年（昭和46年）の再建[36]。

- 福山市の松永町と沼隈町を結ぶ県道47号線にある藤江町の八反坂は難所として知られ、明治時代に花崗岩の腰掛石を置き憩堂を立てられた[37]。この憩堂は水野藩の通達で建てられたものではないが、周辺住民が峠を通る通行人の茶接待の場として使用された[37]。茶接待は八反地区住民の輪番で昭和30年代（1955年-1964年）まで続けられた[37]。2017年（平成29年）現在の建物は、6本柱の近代的な宝形屋根でありバス停として使用される[注釈 6][37]。この茶接待の憩堂は松永の大富豪の山路機谷が私費を投じて1828年（文政11年）から付近の鞆坂峠に次々と整備されたものの一環であるとされる[37]。

- 福山市駅家町今岡の宜山小学校（むべやま）横には2つ並んで辻堂が建てられている。このように駅家町には2つ並んで辻堂が存在することが多いとされる[注釈 7][38]。

- 福山市東手城町の手城大橋西交差点を左折した場所にある宝形造の辻堂では、毎年「お地蔵様」と呼ばれる地区の子供たちにお菓子などを配る催しが開催されている。この辻堂の周辺は旧街道沿いで「堂の脇」と呼ばれている。かつてはこの辻堂を中心に集落が形成されていたという[39][40]。

- 福山市沼隈町山南川に沿った旧道近くには「上林の堂」と呼ばれる辻堂がある[41]。茅葺銅板覆いの寄棟屋根が特徴的で、昭和初期に葺き替えがされた[注釈 8][41]。記録によると、1889年（明治22年）再建、1983年（昭和58年）屋根葺替、1992年（平成4年）再建であるが、1983年（昭和58年）の屋根葺替は材料となる葦の調達はもちろんのこと、職人の高齢化、作業に使用する道具の入手など、多くの困難があったとされる[41]。1992年（平成4年）の再建時に劣化した葦葺屋根が銅葺で覆われ、コンクリート床だったものが板張りに戻された[41]。

- 福山市加茂町粟根には井伏鱒二の生家があり、そこから少し下った場所に地蔵を祭った辻堂がある。井伏鱒二は幼少時この辻堂に親しんでいたようで、のちに「お地蔵さま」という作品を残している[注釈 9][42]。2017年（平成29年）現在の建物は2010年（平成22年）に改築されたもので、10本柱の地蔵堂になっているが、「弘法大師供養」の棟札も掲げてあり、大師堂としても信仰されている[42]。周辺は加茂谷と呼ばれ、旧街道沿いには金毘羅宮を祭った石造りの常夜灯が数多く残されている[42][43]。

- 庄原市総領には柱が1本しかない「一本堂」と呼ばれる辻堂がある[1]。

- 尾道市御調町管には、非常に太い柱を使用した辻堂がある[44]。「横峰地蔵堂」と呼ばれ、1体の地蔵が祭られる[44]。1844年（天保15年）屋根改築とあり、郷土史の御調の辻堂の挿絵にも採用されている[44]。

## 近世の郷土誌での言及
近世の郷土史では、下記のような言及があり、それぞれ呼称が異なっているが、その記載内容を確認すると、構造的特徴に差異はなく、呼称の使い分けはなされていない。
| 呼称             | 資料名 |
| ---------------- | --- |
| 辻堂             | - 広島県史 民俗編（1983年・昭和53年） - 鴨方町史（1965年・昭和40年） - 川上町 地誌編（1991年・平成3年） - 農村のコミニティ調査報告書（1972年・昭和47年） - 福山市熊野町誌(1984年・昭和59年） - 御調の辻堂（1985年・昭和60年） - 文化財ふくやま第20号 - 辻堂の調査中間報告（1985年・昭和60年） - 郷土32号 西城の辻堂（1985年・昭和60年） - 世羅西町誌（1991年・平成3年） - 福山市金江町誌（1992年・平成4年） - 郷土の辻堂（三和町）（1993年・平成5年） - 久井町誌（1997年・平成9年） - 久井町文化財百選第2集（1994年・平成6年） |
| 辻堂または堂     | - 三和町誌（1994年・平成6年） |
| 辻堂または茶堂   | - 深安郡広瀬村誌（1986年・昭和61年） |
| 辻堂または四つ堂 | - 岡山県美星町史 通説編（1976年・昭和51年） |
| 四つ堂           | - 沼隈郡誌（1923年・大正12年） - 神石郡誌（1927年・昭和2年） - 山南村誌（1957年・昭和32年） - 柳津村誌（1958年・昭和33年） - 赤坂村誌（1967年・昭和42年） - 笠岡市史（1996年・平成8年） |
| 四ツ堂または憩亭 | - 福山市引野町誌（1986年・昭和61年） |
| 四つ堂または堂   | - 成羽町史民族編（1991年・平成3年） |
| 四つ堂または辻堂 | - 浦崎村誌（1984年・昭和59年） |
| 堂               | - 中国地方の民家（1966年・昭和41年） - 井原の辻堂（1982年・昭和57年） - 御調町史（1983年・昭和53年） - 上下町史 民俗編（1928年・昭和3年） - 芦品郡誌（1926年・昭和元年） - 甲奴町郷土誌（1986年・昭和61年） |
| 堂または四つ堂   | - 吉井町の文化財 第5集 辻堂（1966年・昭和41年） - やまの-福山市山野町の民俗（1990年・平成2年） |

## 他地区の類似建築物

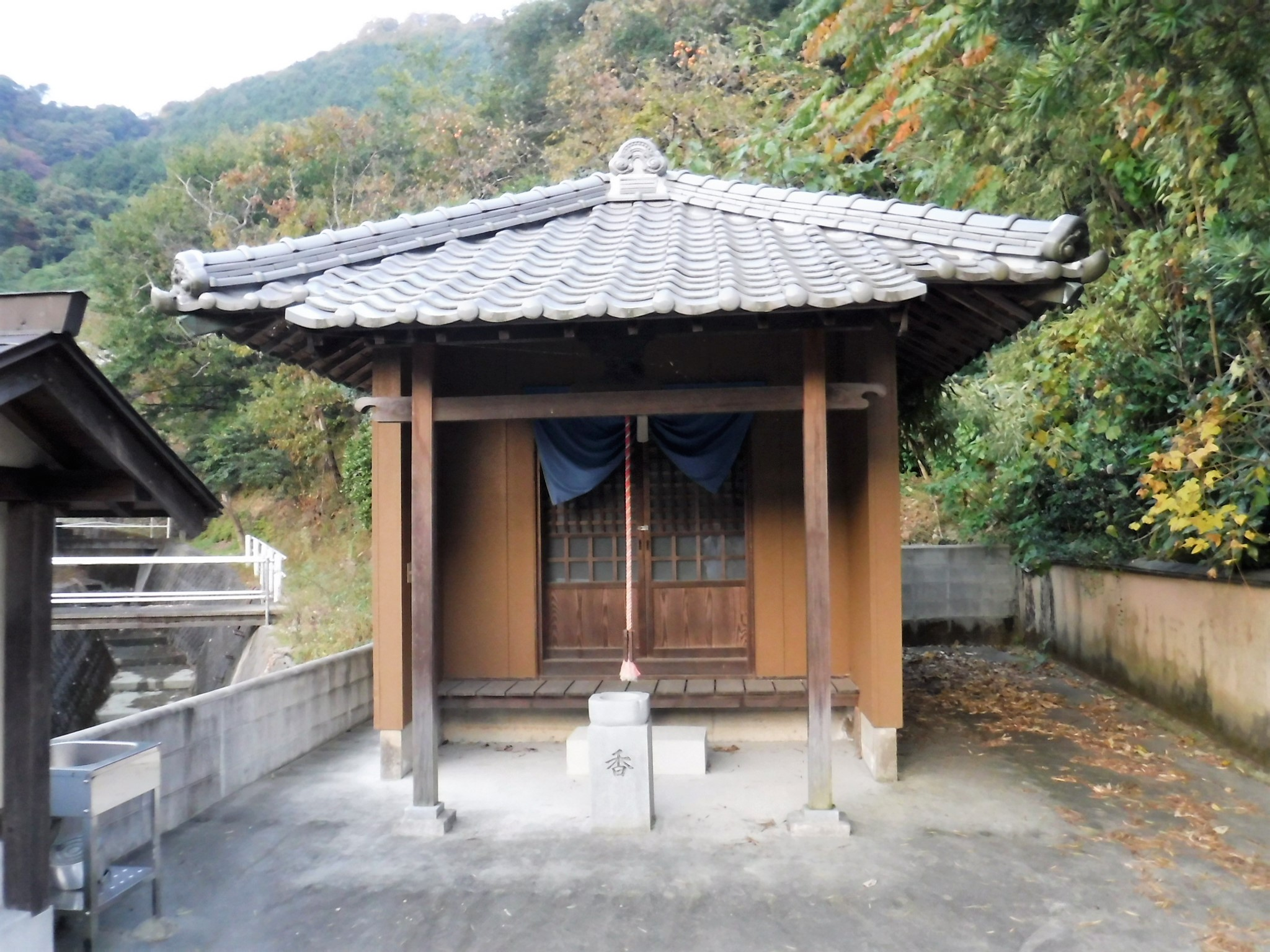
愛媛県西条市にあるお堂

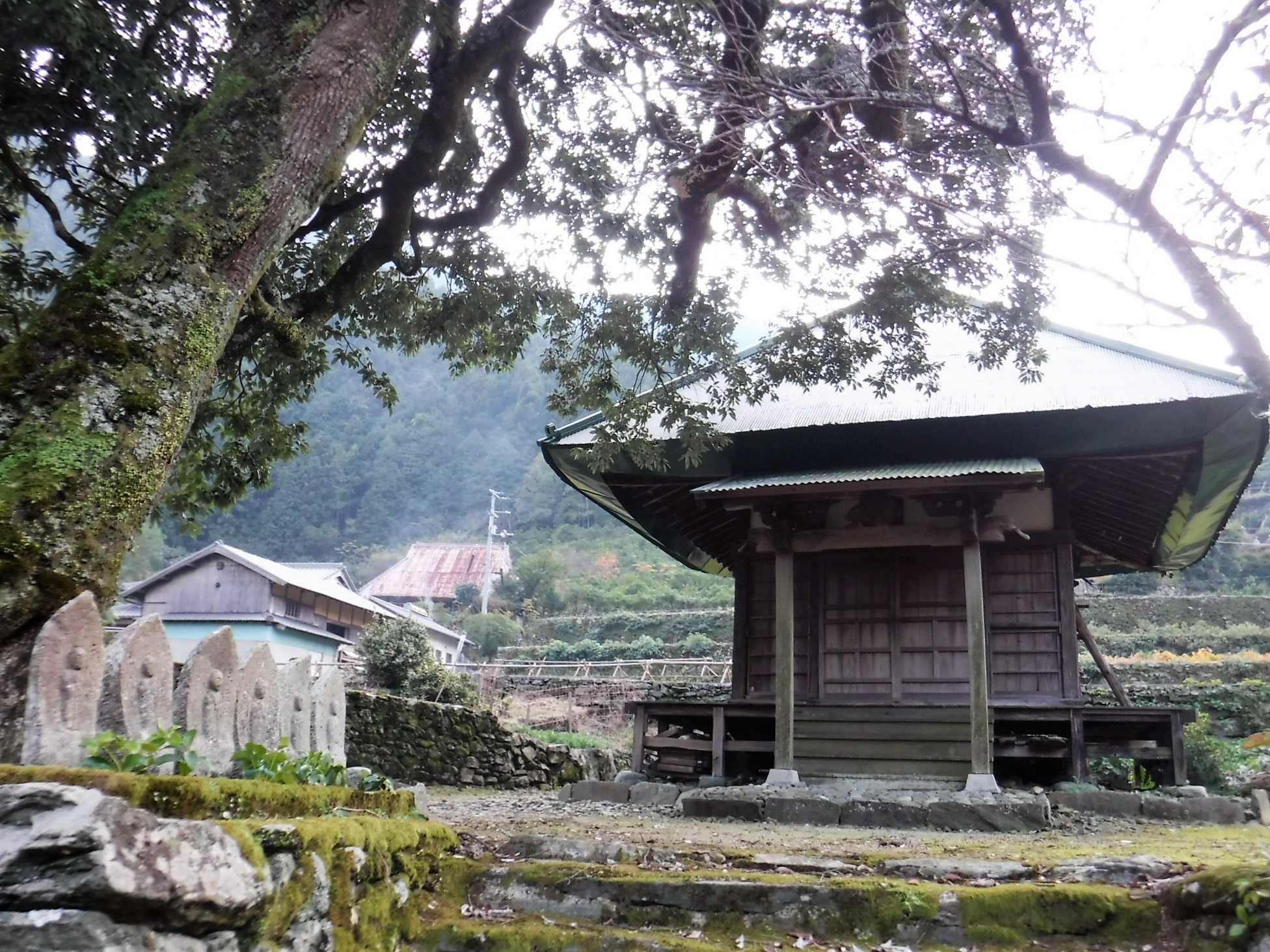
愛媛県西条市にある
「下津池のお堂」

### 四国地方
四国地方には「備後地方における辻堂」と類似した建物が多く残される。また、実際に辻堂と呼ばれる建物も多いが、四国地方における辻堂は、建物の周囲に回廊を持ち、建物正面には扉を備えるという特徴があり、「備後地方における辻堂」とは全く構造が異なるものである。四国地方では、「茶堂」と「四つ足堂」という呼び名も使用されるが、これは四国地方特有とされ、備後地方では殆ど使用されることはない。
- 愛媛県から高知県の西部、伊予・土佐地方には、「茶堂」と呼ばれる類似建築物が多く残っているが、四国お遍路が盛んになった17世紀頃より設けられ、お遍路さんの休憩場所、宿泊場所として使用された[2]。藩主の命によって整備されたものではなく、お遍路さんの接待などを目的に地域住民主体で建てられたとされる。主に山間部集落の旧街道沿いに点在し、文化庁に「伊予の茶堂の習俗」、「土佐の茶堂の習俗」として選択無形民俗文化財に選択されている[45]。茅葺き屋根が特徴的とされるが、近年補修によって瓦葺きに変更される茶堂が増えている。吹き曝しの「茶堂」が現存する自治体は伊予地区では3割程度とされる[2]。
- 徳島県・香川県では、徳島県の吉野川沿いや那賀川沿いの集落に類似の建物が見られる[46]。「辻堂」「茶堂」とも呼ばれ、文化庁に「阿波の辻堂の習俗」、「讃岐の茶堂の習俗」として選択無形民俗文化財に選択されている[46][47]。4方を壁で囲われ内部には畳が敷かれるなど、備後地区の辻堂とは構造的は差異が多い[2]。
- 小豆島に1686年（貞享3年）頃に整備された小豆島八十八箇所のうち、48番、69番、73番の札所はかつて「四ツ堂」と呼ばれていたが[48]、玄関や窓、壁を持つ立派な建物となっている。ただし、大阪の暁鐘成が1862年（文久2年）に書き残した雲錦随筆には、小豆島のあちこちに四ツ堂と呼ばれる2-3間の四方四隅に柱を配置して壁がなく[2]、場所によっては縁側を持ち瓦屋根で正中に仏間を設けた建物がある[2]、農民の休息所や酒宴の場となったと記載されている[2]。小豆島の辻堂は「阿波の辻堂の習俗」と同様の建物だとされている[46]。

### その他の地域
- 広島県世羅郡世羅町にも類似の建物が多くみられ、同じように辻堂と呼ばれるが、世羅町はかつて福山藩ではなく、その由来も異なっている[49]。『世羅西町誌』によると「古寺院廃絶よって行き場を失った仏像を祭ったもの」「地域の信者が祈願のために建立したもの」「故人の供養のために建立したもの」の三つに分類されるとある[49]。1982年（昭和57年）の調査では69カ所の辻堂が世羅で確認されている[49]。用途と構造的特徴は似ているが、世羅地方においては、農作物の物々交換の場としても使用されているのがユニークである[49]。
- 集落の仏教系祭し空間として現存数が多い大師堂は、所有・利用状況から備後地区の辻堂とは異なる性格の建物とされている[2][11]。